# Kabel Eins Classics
Kabel Eins Classics ist ein deutscher Pay-TV-Sender von ProSiebenSat.1 Media, der am 1. Juni 2006 auf Sendung gegangen ist. Neben Kabel Eins Classics betreibt ProSiebenSat.1 Media zudem noch die beiden Pay-TV-Sender Sat.1 emotions und ProSieben Fun.
Der Sender Kabel Eins Classics sendet ein 24-Stunden-Programm, in dem Spielfilm- und Serienklassiker aus den 1940er bis zu den späten 1990er Jahren im Mittelpunkt stehen. Einmal wöchentlich, am Samstag, werden aktuelle Filme ab dem Jahr 2000 gezeigt.
Am 18. Mai 2016 gab die ProSiebenSat.1-Gruppe bekannt, die Verbreitung des Senders über die Sky-Plattform zum 30. Juni 2016 einzustellen. Grund seien „unterschiedliche[n] strategische[n] Ausrichtungen“ zwischen ProSiebenSat1 und Sky.
Es sei daher eine Beendigung der Ausstrahlung zum Auslauf der vereinbarten Vertragslaufzeit beschlossen worden.

## Programm
Das Programm von Kabel Eins Classics wird durch klare Thementage der Genres „Thriller/Action“, „Drama“, „Comedy“, „Science-Fiction&Fantasy“ und „Western“ in der Hauptsendezeit strukturiert. Zudem werden am Samstag in Movie of the Week aktuelle Filmhighlights und am Sonntag in Hollywood classics Klassiker der 1950er bis 1970er Jahre präsentiert.
- Montag: Thriller und Action
- Dienstag: Drama
- Mittwoch: Comedy
- Donnerstag: Science-Fiction
- Freitag: Western & War
- Samstag: Movie of the week
- Sonntag: Hollywood Classics

### Sendungen und Serien
Kabel Eins Classics zeigt Spielfilme, Serien und exklusive Eigenproduktionen.
Ausgestrahlt werden Spielfilme wie die Star-Trek-Reihe, Andromeda - Tödlicher Staub aus dem All, Eine auswärtige Affäre und Das Kartell. Des Weiteren laufen Serien wie Die Straßen von San Francisco, Vegas, Das A-Team und Miami Vice. Eine Eigenproduktion ist Kinozeit.

## Empfang
Kabel Eins Classics ist in Deutschland und Österreich über Kabel und IPTV, sowie in Österreich zudem via Satellit über folgende Anbieter zu empfangen:

### Deutschland
- Vodafone
- MagentaTV
- NetCologne
- Prime Video Channels
- Zattoo
- Waipu
- Joyn Plus

### Österreich
- UPC Austria
- HD Austria
- A1 Telekom Austria
- Teleclub
- DreiTV

Eine HD-Version des Senders wird über MagentaTV und Vodafone ausgestrahlt.

## Senderlogos

Logo vom 1. Juni 2006 bis 31. Mai 2009
Logo vom 1. Juni 2009[7] bis 31. Mai 2011
Logo vom 1. Juni 2011[8] bis 20. April 2021
Logo des HD-Ablegers
Logo seit 21. April 2021
Logo des HD-Ablegers